# Zygmunt Sierakowski

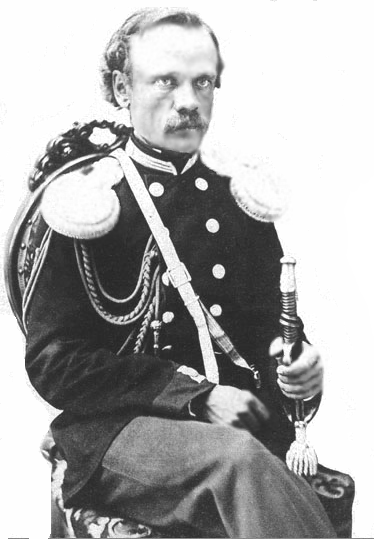
Zygmunt Sierakowski 1862

Zygmunt Erazm Gaspar Józef Sierakowski (Pseudonym Dołęga, russisch Сигизмунд Игнатьевич Сераковский Sigismund Ignatjewitsch Serakowski; * 6. Maijul. / 18. Mai 1826greg. in Lisów, Gouvernement Wolhynien, Russisches Kaiserreich; † 15. Junijul. / 27. Juni 1863greg. in Wilna, Gouvernement Wilna, Russisches Kaiserreich) war ein Stabsoffizier der russischen Armee, polnischer General und Führer des polnischen Januaraufstandes in Samogitien.

## Leben
Zygmunt Sierakowski kam im Dorf Lisów, dem heute im ukrainischen Rajon Kamin-Kaschyrskyj der Oblast Wolyn gelegenen Lissowe (Лісове) zur Welt. In Schytomyr absolvierte 1843 er das Gymnasium und ab 1845 studierte er an der Universität Sankt Petersburg, an der er sich den Ruf eines Studentenführers erwarb. Man verhaftete ihn 1848 wegen des Verdachts, dass er illegal die russisch-österreichische Grenze überschreiten wolle und verurteilte ihn, auf unbestimmte Zeit als Soldat in der russischen Armee zu dienen.
Zunächst diente er in Nowopetrowskoje am Kaspischen Meer, ab September 1849 in Uralsk und ab Oktober 1850 in Orenburg. Dort fand er zahlreiche Freunde unter seinen Landsleuten und Exilanten wie Bronisław Zaleski und Taras Schewtschenko, mit dem er Briefkontakt in ukrainischer Sprache unterhielt und den er, nachdem Schewtschenko aus dem Exil in die Hauptstadt zurückkehrte, am 26. März 1858 persönlich in Petersburg traf und sich mit ihm anfreundete.
1852 wurde Sierakowski zum Unteroffizier befördert, hielt sich im Sommer 1853 kurz in Baschkirien auf und wurde von 1854 an in Fort-Perowski im Generalgouvernement Turkestan  für den Ausbau der Befestigungsanlagen eingesetzt. Dort lernte er die Bräuche der Kirgisen und Kasachen kennen und lernte ihre Sprache.
Ein Jahr nach dem Tod des russischen Kaisers Nikolaus I. erhielt Sierakowski die Amnestie, wurde im März 1856 zum Fähnrich befördert und zum 7. Bataillon des Infanterieregimentes Brest versetzt.
Sierakowski bewarb sich zur Ausbildung an der Generalstabsakademie in Sankt Petersburg, an der er, nach vielen formalen Schwierigkeiten, zu den Aufnahmeprüfungen zugelassen wurde, die er perfekt bestand. So wurde er Ende August 1857 an der Akademie aufgenommen und absolvierte sie 1859 innerhalb von 26 Monaten mit Auszeichnung und im Rang eines Hauptmanns. In der Generalstabsakademie schuf er einen gegen die russische Besetzung Polens gerichteten Verschwörerkreis, dem innerhalb weniger Jahre einige hundert Offiziere verschiedener Rangstufen und Nationalitäten angehörten und in die Hände von Jarosław Dąbrowski überging. Während seines Studiums knüpfte er zudem enge Beziehungen mit den Führern der russischen Linken, insbesondere mit Nikolai Tschernyschewski. Er begann, zusammen mit Nikolai Nekrassow und Nikolai Dobroljubow in der von ihnen herausgegebenen Zeitschrift Sovremennik zu schreiben und publizierte unter anderem über die Sklaverei in den Vereinigten Staaten, mit Anspielungen auf die Probleme der Leibeigenschaft in Russland.
Zudem trat er in die Redaktion der, 1859 von Iassafat Pjatrowitsch Ahryska (belarussisch Іасафат Пятровіч Агрызка; 1826–1890) herausgegeben, Zeitung Słowo (Слово) ein, die sowohl von Taras Schewtschenko als auch Pantelejmon Kulisch Anerkennung erfuhr, jedoch bald von Kaiser Alexander II. verboten wurde.
Im Mai 1860 nahm er, zusammen mit Iwan Wassiljewitsch Wernadski (1821–1884), als offizieller Vertreter der russischen Armee am Internationalen Statistischen Kongress in London teil, wo er den britischen Kriegsminister Sidney Herbert für die Idee, die körperliche Bestrafung in der Armee abzuschaffen, gewinnen konnte. Auf seiner weiteren Reise durch Europa konnte er in London, Paris, Turin, Berlin und Wien mit Persönlichkeiten wie Henry Palmerston, Napoleon III. und Camillo Cavour über liberale Reformen und notwendige Reformen zur Erleichterungen für den russischen Teil des geteilten Polen sprechen. Des Weiteren traf er Giuseppe Garibaldi, Giuseppe Mazzini, Alexander Herzen, Ludwik Mierosławski, in Brüssel Joachim Lelewel, Józef Bohdan Zaleski in Paris und kontaktierte Seweryn Goszczyński.

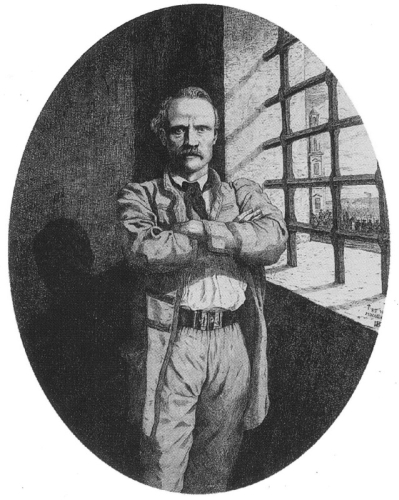
Zygmunt Sierakowski im Gefängnis 1863

Im Sommer 1861 sprach Sierakowski mit Karol Majewski und wahrscheinlich auch mit den Führern der in Warschau gegründeten radikaldemokratischen Vereinigung der Stronnictwo czerwone und erhielt nach seiner Rückkehr nach Sankt Petersburg den Orden der Heiligen Anna III. Klasse. Gleichzeitig erhielt er vom Kriegsminister Nikolai Onufrijewitsch Suchosanet (1794–1871) den Auftrag, russische Festungen im Nordwestlichen Kraj zu inspizieren und gewann das Vertrauen von dessen Nachfolger im Amt Dmitri Miljutin. Im Sommer 1862 sandte man ihn erneut ins Ausland. In Kiew und Wilna unterbrach er seine Reise zu Gesprächen mit den dortigen Anführern der Weißen und Roten Verschwörungen. Im litauischen Kėdainiai heiratete er am 30. Julijul. / 11. August 1862greg. Apolonia Dalewska, die er im Vorjahr in Wilna kennengelernt hatte, und verbrachte mit ihr den August in Warschau. Seine weitere konspirative und offizielle „Hochzeitreise“ führte über Krakau, Wien, Leipzig, Breslau, Posen und Berlin nach Paris und schließlich, ohne seine Frau, im November 1862 nach Algier, wo er sich mit Aimable Pélissier traf. Am Heiligabend des Jahres teilte er in Warschau den Mitgliedern des Nationalen Zentralkomitees (polnisch: Komitet Centralny Narodowy „KCN“) Einzelheiten zu Verhaftungen von Waffeneinkäufern in Paris und befürwortete des Plan eines Aufstandes in Litauen, bestand jedoch darauf, den Ausbruch aufzuschieben. Gemeinsam mit Jakub Gieysztor (1827–1897) fuhr er nach Wilna.
Nach Ausbruch des Januaraufstandes der polnischen Unabhängigkeitsbewegung gegen die russische Teilungsmacht wurde Sierakowski zum Leiter der Streitkräfte im Gouvernement Kowno ernannt und gewann am 21. April 1863 die Schlacht bei Ginietyny. Vom 7. Mai bis 9. Mai kommandierte er seine Truppen in der dreitägigen Schlacht bei Birże, die mit dem Zusammenbruch seiner Einheit endete. Er selbst wurde schwer verletzt, geriet in russische Kriegsgefangenschaft und wurde nach Wilna ins Krankenhaus gebracht, wo man ihn zwei Mal operierte. Am 11. Junijul. / 23. Juni 1863greg. wurde er von einem Militärgericht zum Tode verurteilt. Trotz Intervention des britischen Botschafters in Sankt Petersburg genehmigte der Generalgouverneur Michail Murawjow-Wilenski mit Zustimmung des Kaisers das Todesurteil. Die Hinrichtung durch Erhängen fand am 27. Juni 1863 auf dem Lukiškės-Platz in Wilna statt. Sein Leichnam wurde in Wilna auf dem Burgberg verscharrt und 2017 von litauischen Archäologen wiederentdeckt.